# Epeus indicus
Epeus indicus is een spinnensoort uit de familie springspinnen (Salticidae). De soort komt voor in India en Nepal.